# Iphimedia mala
Iphimedia mala is een vlokreeftensoort uit de familie van de Iphimediidae. De wetenschappelijke naam van de soort is voor het eerst geldig gepubliceerd in 1983 door Hirayama.